# Ehringhausen (Geseke)
Ehringhausen ist ein Dorf in Nordrhein-Westfalen, Deutschland, das seit der Gebietsreform 1975 zur Stadt Geseke im Kreis Soest gehört.

## Geographie

### Geographische Lage
Ehringhausen liegt etwa vier Kilometer westlich von Geseke und sieben Kilometer östlich von Lippstadt zwischen dem nördlichen Fuß des Haarstrangs und der Lippe. Im Norden liegt der tiefste Punkt mit 94 m ü. NN; Nach Süden steigt das Gelände etwas an und erreicht 104 m ü. NN.

### Nachbarorte
- Geseke (Osten)
- Bönninghausen (Osten)
- Mönninghausen (Norden)
- Oechtringhausen (Nordwesten)
- Dedinghausen (Westen)
- Ermsinghausen (Südwesten)
- Langeneicke (Süden)
- Störmede (Süden)

## Geschichte
Erste urkundliche Erwähnungen des Ortes gehen auf das Jahr um 1350 als Erdinghusen zurück.
1843 wurde Ehringhausen ins neu gegründete Amt Störmede eingeordnet und die Amtsverwaltung 1935 nach Ehringhausen verlegt. Die seit 1840 existierende Schule wurde 1972 aufgelöst.
1881 erhielt Ehringhausen durch die Königlich-Westfälische Eisenbahn-Gesellschaft einen Anschluss an die Eisenbahn.
Ehringhausen wurde am 1. Januar 1975 in die Stadt Geseke eingemeindet.

## Politik

### Ortsvorsteher
Roland Röwekamp (CDU)

### Wappen
Das 1998 entworfene Wappen des Dorfes ist dreigeteilt und zeigt eine weiße Jakobsmuschel und eine fünfblättrige weiße Rose auf gelbem Grund sowie ein gelbes fünfspeichiges Wagenrad auf rotem Grund. Die Muschel symbolisiert den Schutzpatron Ehringhausens, den Heiligen Jakobus. Die Rose geht auf die Edelherren von Störmede zurück, die bis ca. 1233 in Störmede ihren Stammsitz hatten. Das Wagenrad wurde aus dem Familienwappen des Friedrich von Hörde, dem Lehnerbe Alberts von Störmede, entnommen.

### Einwohnerentwicklung
| Jahr | Einwohner |
| ---- | --------- |
| 1871 | 318       |
| 1895 | 380       |
| 1939 | 415       |
| 1950 | 599       |
| 1961 | 634       |
| 1970 | 820       |
| 1974 | 928       |

| Jahr | Einwohner |
| ---- | --------- |
| 2006 | 1605      |
| 2011 | 1599      |
| 2013 | 1534      |
| 2018 | 1575      |

## Kultur und Sehenswürdigkeiten

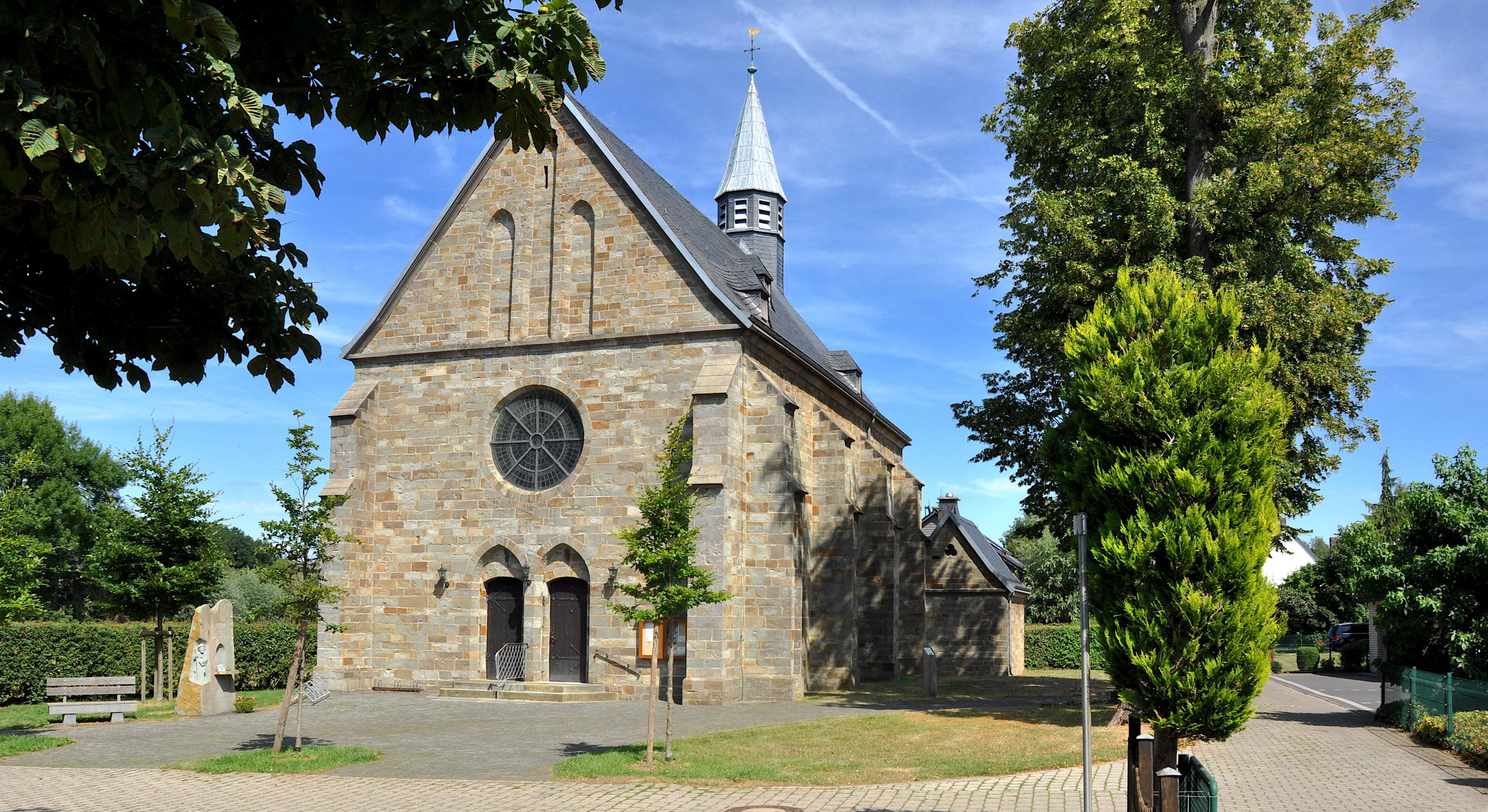
Kapelle „St. Jakobus“

Federführend für das Vereinsleben in Ehringhausen ist der Kulturring, der als Dachorganisation die Aktivitäten aller Mitgliedsvereine koordiniert.
Ehringhausen besitzt einen Kindergarten, der auch von Kindern umliegender Dörfer besucht wird. Eine Grundschule befindet sich in Störmede, weiterführende Schulen in Geseke.

### Regelmäßige Veranstaltungen
- Jährliches Schützenfest der St. Jakobus Schützenbruderschaft Ehringhausen
- Alle zwei Jahre Dorffest
- Jährliche Dorfmeisterschaft des Sportschützenvereines Ehringhausen 1972 e. V. in der „Alten Schule“

### Bauwerke
- im 17. Jahrhundert neu errichtete Kapelle „St. Jakobus Kirche“
- Innovations- und Dorfbegegnungszentrum Dorf-Z.I.E.G.E.
- „Alte Schule“ (bis 2022)

## Infrastruktur und Verkehr

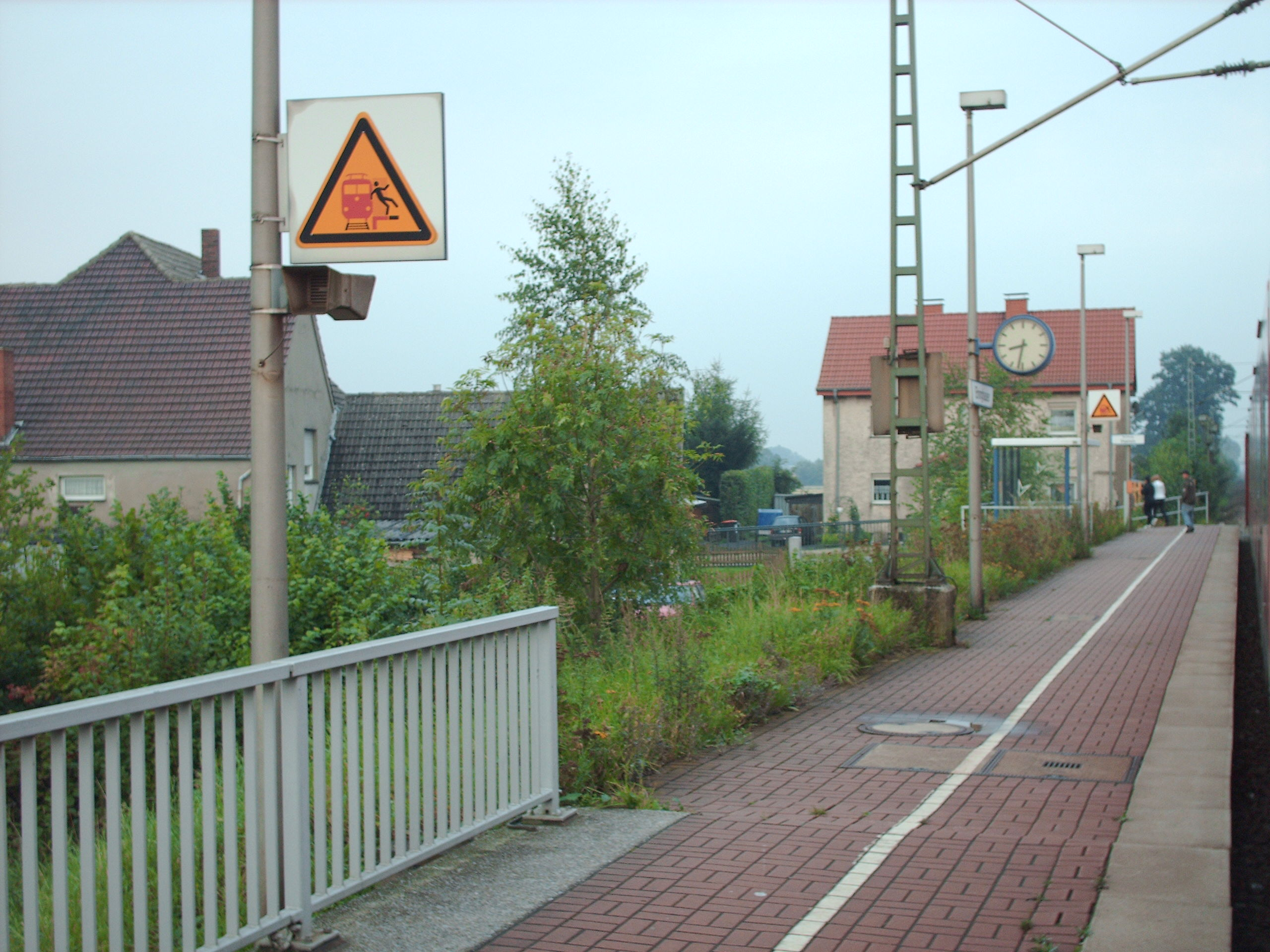
Haltepunkt Ehringhausen

Plan von Ehringhausen

Über zwei Kreisstraßen und eine Landstraße in West-Ost-Richtung ist Ehringhausen an das regionale Straßennetz angebunden. Mit seiner innerörtlichen Dominanz verbindet der Triftweg in nord- südlicher Ausrichtung die beiden Ortsbereiche „Heide“ und „Dorf“. Im Westen liegt die Bundesstraße 55, die als Autobahnzubringer zur Bundesautobahn 2 im Norden Richtung Berlin sowie zur A 44 im Süden Richtung Dortmund dient; die Anschlussstelle Geseke/Steinhausen der A 44 führt in Richtung Kassel. Südlich von Ehringhausen verläuft durch Störmede die Bundesstraße 1 als Hauptverbindungsstrecke in die Städte Soest und Paderborn.
Der Haltepunkt Ehringhausen (Kr Lippstadt) an der Bahnstrecke Hamm–Warburg wird im Halbstundentakt von der Regionalbahnlinie RB 89 Ems-Börde-Bahn bedient.
| Linie | Verlauf | Takt                                                                                        | Betreiber |
| ----- | --- | ------------------------------------------------------------------------------------------- | --------- |
| RB 89 | Ems-Börde-Bahn: Münster (Westf) Hbf – Münster-Hiltrup – Rinkerode – Drensteinfurt – Mersch (Westf) – Hamm-Bockum-Hövel – Hamm (Westf) Hbf – Welver – Borgeln – Soest – Bad Sassendorf – Lippstadt – Dedinghausen – Ehringhausen – Geseke – Salzkotten – Scharmede – Paderborn Hbf (– Altenbeken – Willebadessen – Warburg (Westf)) Stand: Fahrplanwechsel Dezember 2023 | 30 min 60 min (Münster–Hamm an Wochenenden/Feiertagen) eine Fahrt Sa/So (Paderborn–Warburg) | eurobahn  |

Eine Buslinie (Geseke–Lippstadt) führt durch Ehringhausen. Außerdem bedienen Schulbusse die Orte Garfeln, Bönninghausen und Störmede.
Zwölf Kilometer südöstlich bei Büren-Ahden befindet sich der Flughafen Paderborn/Lippstadt.